# 丘納魯加特烏帕齊拉
丘納魯加特乌帕齐拉是孟加拉国霍比甘傑縣的一个乌帕齐拉，位於錫爾赫特专区的霍比甘傑縣。。

## 人口
據1991年孟加拉國人口普查，丘納魯加特共有戶數43,660戶，人口233752人。其中男性佔比50.20%，女性佔比49.80%；成年人口119,571人。該地7歲以上人口之平均識字率為49.2%，高於全國平均值（32.4%）。